# Linhof

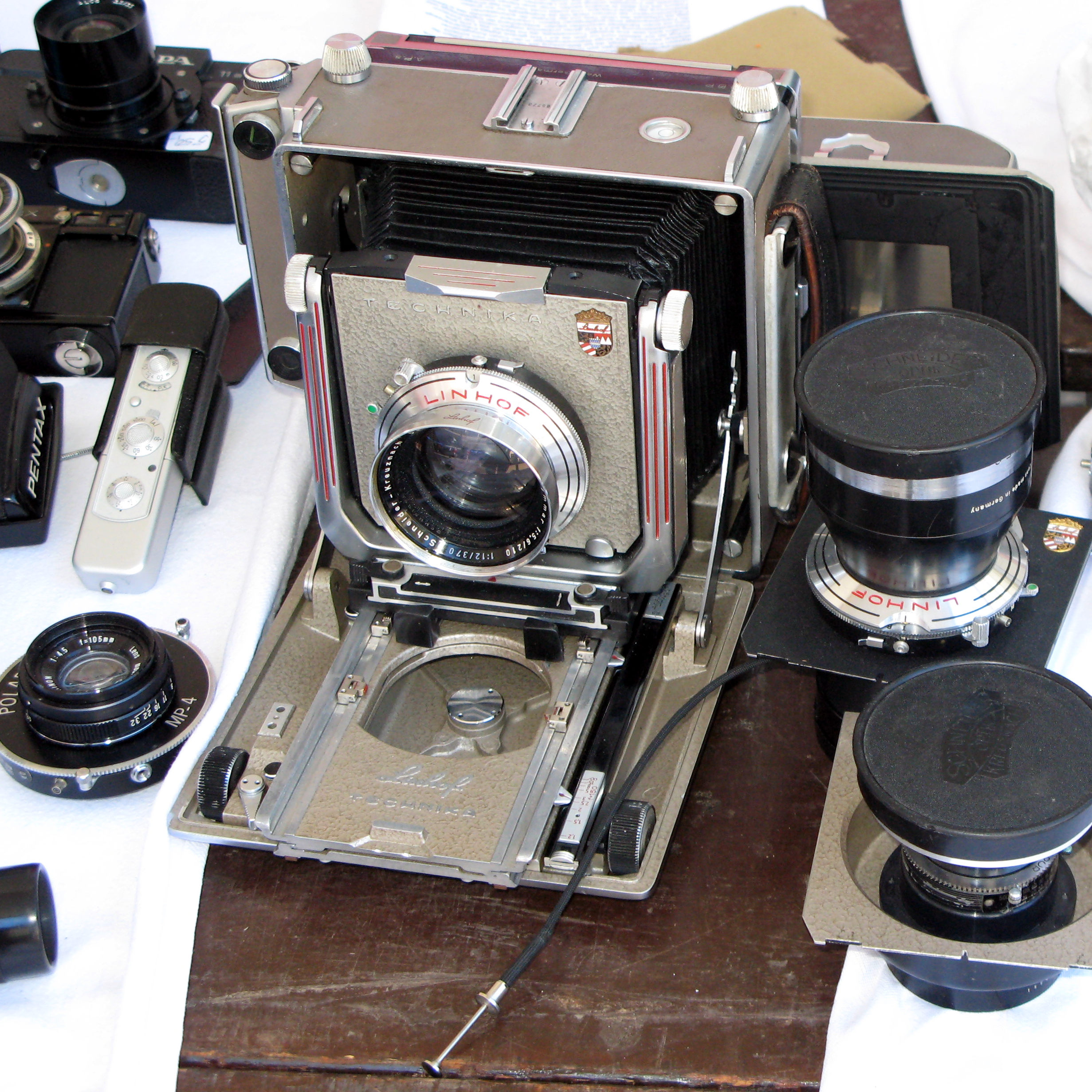
Linhofcamera

Linhof is een Duits bedrijf, in 1887 in München opgericht door Valentin Linhof. Het bedrijf maakt professionele grootformaatfotocamera's, lenzen, camera-accessoires, negatieffilm, statieven, balhoofden en reproductie-accessoires. Sinds Gandolfi en Eastman Kodak hun productie stopten is Linhof de oudste actieve camerafabrikant ter wereld.
Het bekendste product van Linhof is waarschijnlijk de Technika (samenstelling van de Duitse woorden "Technische Kamera"), de eerste volledig metalen veldcamera, waarvan het prototype in 1934 gereed was en de productie in 1936 startte. Moderne versies van deze camera zijn nog steeds in productie. Speciale versies (zoals de Aero Technica) werden vanaf begin jaren 70 door astronauten gebruikt tijdens missies.